# Médéric Gard
Médéric Gard ( * 1872 - 1935) fue un botánico, y algólogo francés. Accedió luego de una carrera académica, a Profesor Honorario de la Universidad de Burdeos.
Fue alumno de Millardet, tuvo notables estudios sobre la anatomía de los híbridos de la viña

## Algunas publicaciones
- 1909. Utilité des Poils glanduleux unisériés pour la determination des espèces de cistes (Cistus T.)
- 1909. Sur le Vitis Lincecumii Buckley
- 1911. La loi d'uniformité des hybrides de première génération est-elle absolue?.
- 1911. Sur quelques hybrides de Vitis vinifera et de V. Berlandieri
- 1922. L'Hydnum erinaceus Bull. sur Noyers. [and] L'Apoplexie de la vigne et les formes résupinées du fomes igniarius (L.) Fries
- 1923. L'Armillaria (Armillariella Karst.) melea Vahl et le pourridié du noyer

### Libros
- médéric Gard, j.-b. édouard Bornet. 1933. 	Atlas d'hybrides artificiels de cistes (Cistus T.) obtenus. Ed. G. Doin & Cie. 98 pp.

- La abreviatura «Gard» se emplea para indicar a Médéric Gard como autoridad en la descripción y clasificación científica de los vegetales.[2]